# Walter Sorell
Walter Sorell (Viena, 2 de mayo de 1905 - Nueva York, 21 de febrero de 1997) fue un escritor estadounidense autor de más de 25 libros, conocido fundamentalmente por «La danza a través de los tiempos» de 1967. Fue dramaturgo, crítico de danza, traductor, editor, profesor y pintor.

## Trayectoria
En sus comienzos fue un redactor y periodista independiente.
En el año 1938 emigró a Luxemburgo, Londres  y finalmente los Estados Unidos debido a las leyes y la persecución contra los judíos que culminó con la Segunda Guerra Mundial.
Allí trabajó como crítico de danza, traductor, editor y  pintor. A partir de 1949 trabajó como crítico de teatro para la revista Dance Magazine.
A partir de 1955 enseñó en varias universidades, incluyendo la Universidad de Columbia,  teatro, literatura dramática e historia de la danza.

## Obras
- The Dance Through the Ages, 1967.[3]
- Hanya Holm, 1969.
- The Mary Wigman Book, 1975.
- Am Rande der Zeit. Aufzeichnungen 1972–82, 1983.
- Aspekte des Tanzes, 1984.
- Tanz im Spiegel der Zeit, 1985.
- Mary Wigman – Ein Vermächtnis, 1986.
- Heimat Exil Heimat, 1997.